# Żona doskonała (film 2010)
Żona doskonała (fr. Potiche) – francusko-belgijski film komediowy z 2010 roku w reżyserii François Ozona. Zdjęcia kręcono w Brukseli oraz na terenie Walonii (Cerfontaine, Wavre).

## Opis fabuły
Suzanne Pujol, żona Roberta, właściciela fabryki parasolek, została sprowadzona przez męża do roli uległej pani domu. Pracownicy wytwórni buntują się jednak przeciwko niesprawiedliwemu i niedbającemu o nich szefowi, biorąc go za zakładnika. Rodzinne i biznesowe sprawy nieoczekiwanie spadają na barki Suzanne, która ujawnia nieznane dotąd oblicze swojej kobiecości.

## Obsada
- Gérard Depardieu – Maurice Babin
- Catherine Deneuve – Suzanne Pujol
- Karin Viard - Nadège Dumoulin
- Jérémie Renier – Laurent Pujol
- Judith Godrèche – Joëlle
- Fabrice Luchini – Robert Pujol

## Nagrody
Film otrzymał nominację do Cezara w czterech kategoriach: za najlepszą aktorkę, najlepszą aktorkę drugoplanową, najlepsze kostiumy oraz scenariusz adaptowany. Brał również udział w konkursie głównym na MFF w Wenecji.